# Келенська-Гута
Келенська-Гута (пол. Kieleńska Huta) — село в Польщі, у гміні Шемуд Вейгеровського повіту Поморського воєводства.
У 1975-1998 роках село належало до Гданського воєводства.